# Eustenancistrocerus egidae
Eustenancistrocerus egidae är en stekelart som först beskrevs av Giordani Soika 1936.  Eustenancistrocerus egidae ingår i släktet Eustenancistrocerus och familjen Eumenidae. Inga underarter finns listade i Catalogue of Life.